# Борго Кашино
Борго Кашино је насеље у Италији у округу Ена, региону Сицилија.
Према процени из 2011. у насељу је живело 47 становника. Насеље се налази на надморској висини од 411 м.